# あっ超ー
あっ超ー（あっちょー）は、つボイノリオが1996年に発表したベストアルバム。

## 概要
つボイノリオ初のベストアルバム。つボイの楽曲はレコード会社の移籍により権利関係が複雑なため一同に揃えるのは非常に難しいとされていたが、つボイのファンであった東芝EMIディレクターの加茂啓太郎の尽力により実現した。
ライナーノーツの解説はつボイ本人によるものである。
本アルバム用の新曲としてつボイは「インカ帝国の滅亡」と「雪の中の二人」を提供したが不採用となった。「インカ帝国の滅亡」は2006年にiTunes Storeで配信された「インカ帝国の成立」の原型となり、「雪の中の二人」は2007年に再録音されてiTunes Storeで配信された。
2007年6月に廃盤となった。

## 収録曲
1. 金太の大冒険
作詞・作曲 - つボイノリオ / 編曲 - 小池順一
2. 本願寺ぶるーす
作詞・作曲 - つボイノリオ / 編曲 - 山倉たかし
スリー・ステップ・トゥ・ヘブン名義。
3. 断絶の壁
作詞・作曲 - つボイノリオ / 編曲 - 山倉たかし
スリー・ステップ・トゥ・ヘブン名義。
4. 快傑黒頭巾
作詞・作曲 - つボイノリオ / 編曲 - 池多孝春
5. 一宮の夜
作詞・作曲 - つボイノリオ / 編曲 - 池多孝春
6. ワッパ人生
作詞 - 桐島重石 / 作曲 - 野々卓也 / 編曲 - 池多孝春
7. 極付け!お万の方
作詞・作曲 - つボイノリオ / 編曲 - 川上了
8. 花のDJ稼業
作詞・作曲 - つボイノリオ / 編曲 - 野村豊
9. 女泣かせのつボイ節
作詞・作曲 - つボイノリオ / 編曲 - 池多孝春
10. 祭りだワッショイ チンカッカ
作詞 - 中村敦夫 / 作曲・編曲 - 小川寛興
藤吉佐登とのデュエット曲。
11. 名古屋はええよ!やっとかめ
作詞・作曲・編曲 - 山本正之
12. 飛んでスクランブール
作詞・作曲 - つボイノリオ / 編曲 - 久保田安紀
このベストアルバムのために新規で書き下ろされた楽曲。「アナログレコード風の音飛び」を意図的に創り出すことにより、単語の順序に左右されない発展的手法を編み出しているのが特徴。実際にはデモ音源をパソコンのサウンドレコーダーに取り込み、コピー&ペースト編集により作成した[2]。
13. 金太の大冒険（安心してお子様にすすめられるバージョン）
サンプラー：細野真一
ボーナストラック曲。オリジナル版歌詞の「金太」に続く「ま」を動物の鳴き声に置き換えている。ただし、単純に「ま」の部分を動物の鳴き声に置き換えたのではなく、例えば「割とましなビル」」の「ま」は置き換えられていないなど、原曲を可能な限り忠実に再現するための細かい配慮がなされている。